# Tjuktjerhalvøen
Tjuktjerhalvøen (russisk: Чукотский полуостров, tr. Tjukotskij poluostrov, eller Чуко́ткаøø, tr. Tjukótka) udgør Asiens nordøstligste halvø, med en overflade på omkring 49.000 km², beligende i det nordøstlige Rusland. Halvøens kyster ligger ud mod henholdsvis Tjuktjerhavet og Østsibiriske Hav i nord, Beringstrædet i øst og Anadyrbugten (Beringshavet) i syd. Halvøens østligste odde er Kap Dezjnjov, opkaldt efter den opdagelsesrejsende Semjon Dezjnjov. Gennem halvøen forløber de bølgende Tjuktjerbjerge. I vest afgrænses halvøen af Anadyrbjergene.
Halvøen bebos (om end sparsomt) af inuitter, tjuktere, yupiget, korjakere, tjuvasjere, evenere, jukagirere og russiske indvandrere. En af de vigtigste beskætigelser er udvinding at tin, bly, zink, guld og kul, jagt, andre erhver er renavl og fiskeri.
De største bebyggelser på halvøen er Providenija (2.723 indbyggere), Lavrentija (1.333 indbyggere), Lorino (1.236 indbyggere) og Uelen (omkring 800 indbyggere).
Tjuktjerhalvøen udgør en del af Tjukotskij autonome okrug, som administrativt er en del af Magadan oblast, inden for Den Russiske Føderation. Halvøen er inddelt i to underdistrikter: Tjukotskij (4.541 indbyggere) med hovedbyen Lavrentija mod nord og Providenskij (4.737 indbyggere) med hovedbyen i Providenija mod syd.